# برايان كروفورد (سياسي)
برايان كروفورد (بالإنجليزية: Brian Crawford)‏ هو سياسي أسترالي، ولد في 8 يونيو 1926 في هوبارت في أستراليا. حزبياً، نشط في حزب العمال الأسترالي. وقد انتخب عضو مجلس نواب تسمانيا.